# Le Flambeau, les aventuriers de Chupacabra
Le Flambeau, les aventuriers de Chupacabra é uma série de televisão francesa criada por Jonathan Cohen, Jérémie Galan e Florent Bernard e transmitida entre 23 de maio a 6 de junho de 2022 no Canal+. É a sequência de La Flamme (2020), concebido como uma paródia de reality show de aventura como Koh-Lanta. A série foi indicada ao prêmio de Melhor Comédia no 51º Prêmio Emmy Internacional.

## Sinopse
Marc parte novamente em uma aventura em uma ilha deserta: Chupacabra. Ao lado de antigos adversários e novos candidatos, ele terá que enfrentar manipulação mental, provações físicas e traições de seus companheiros de equipe.

## Elenco
- Jonathan Cohen como Marc
- Jérôme Commandeur como Apresentador do programa
- Ramzy Bedia como Abdel
- Leïla Bekhti como Alexandra
- Camille Chamoux como Chataléré
- Sébastien Chassagne como Soisson
- Gérard Darmon como Philippe Machette
- Adèle Exarchopoulos como Soraya
- Laura Felpin como Annick
- Ana Girardot como Anne[5]
- Jonathan Lambert como Hervé
- Natacha Lindinger como Carole
- Kad Merad como Patrice (conhecido como Patoche)
- Mister V como William
- Géraldine Nakache como Marina
- Thomas Scimeca como Yvan Boutboul
- Jacky Ido como Jean-Guy
- Pierre Niney como Dr. Bruno  Juiphe

## Audiência
Os dois primeiros episódios de Le Flambeau tiveram sua estreia mundial durante a cerimônia de encerramento do Festival Canneseries. Quando lançado, quase 735 mil espectadores assistiram ao primeiro episódio transmitido no Canal+. A série é alcançou engajamento nas redes sociais graças ao seu humor bastante excêntrico.